# Lermontovskij prospekt (stanice metra v Moskvě)
Lermontovskij prospekt  (rusky Лермонтовский проспект) je stanice moskevského metra na Tagansko-Krasnopresněnské lince. Stanice byla zprovozněna spolu s celým úsekem Vychino - Žulebino. Nachází se mezi stanicemi Vychino a Žulebino. Je pojmenována po ulici, pod níž se nachází. Od 3. června 2019 zde mohou cestující přestoupit do nové stanice Kosino na Někrasovské lince. 

## Charakter stanice
Stanice Lermontovskij prospekt se nachází v čtvrti Vychino-Žulebino (Выхино-Жулебино) pod křižovatkou ulic Lermontovskij prospekt a Chvalynskij bulvar (Хвалынский бульвар). Stanice disponuje dvěma podzemními vestibuly, které jsou s nástupištěm propojeny prostřednictvím schodišť a výtahů. Východy z těchto vestibulů směřují na obě strany Lermontovského prospektu. Západní vestibul směřující na stranu centra Moskvy je zbarven do červeno-oranžové barvy, zatímco východní je laděn do zelené barvy. Na stropě a stěnách nástupiště je použit barevný přechod právě od červeno-oranžové přes žlutou po zelenou barvu v celkem pěti odstínech.